# Ectropis schillei
Ectropis schillei är en fjärilsart som beskrevs av Stanislaus Klemensiewicz 1893. Ectropis schillei ingår i släktet Ectropis och familjen mätare. Inga underarter finns listade i Catalogue of Life.